# サイコ (1960年の映画)
『サイコ』は、1960年のアメリカのサスペンス・ホラー映画。監督はアルフレッド・ヒッチコック。原作は作家ロバート・ブロックがエド・ゲインの犯罪にヒントを得て執筆した『サイコ(小説)』。出演者はアンソニー・パーキンス、ジャネット・リーなど。
『めまい』『北北西に進路を取れ』に引き続き、タイトルデザインをソール・バスが担当。ソール・バスは本作のシャワーシーンの絵コンテを描いたことでも知られている。1992年に「文化的、歴史的、美学的に重要な作品」としてアメリカ国立フィルム登録簿に登録された。スティーヴン・ジェイ・シュナイダーの『死ぬまでに観たい映画1001本』にも掲載されている。

## ストーリー

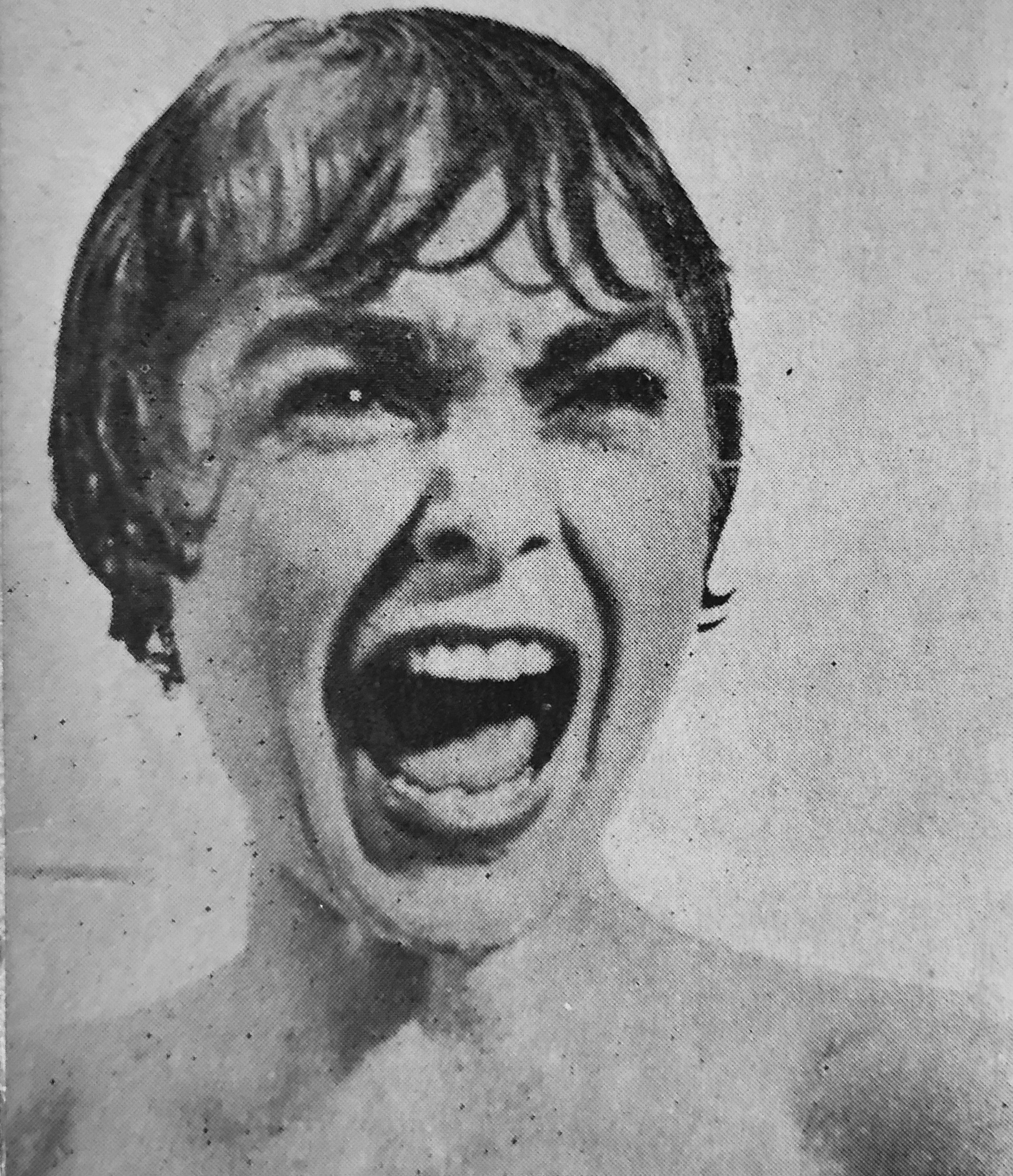
ジャネット・リー

金曜日の午後、アリゾナ州フェニックスのホテルで、地元の不動産会社のOLのマリオンは恋人サムと情事にふけっている。カリフォルニア州フェアベールで金物店を営むサムは、出張のたびに人目を忍んでマリオンと会っていた。結婚を迫るマリオンに、サムは離婚した元妻の扶養料の支払いや、亡くなった父親が遺した借金の返済があるうちは難しいという。
職場に戻ると、社長が客のキャシディを連れて戻ってくる。金持ちのキャシディはマリオンに4万ドルの札束を見せびらかして、娘の結婚祝いに買った新居の代金だと自慢する。社長はマリオンに4万ドルを銀行の貸金庫に預けるように指示する。ところが札束を預かったマリオンは、頭痛を理由に早退を申し出ると、銀行には寄らずに自宅に帰り、手早く身支度をして、車でサムのいる町に向かってしまう。

町を出る手前の交差点で信号待ちをしていると、目の前を横断する歩行者の中に社長がいた。社長もマリオンに気づくと、立ち止まって怪訝な顔でマリオンを見つめた。体調を理由に早退したのに、車で外出するのはおかしいと気づかれたのかと思うと、マリオンは不安な表情で車を発進させた。
西に向かうハイウェイを進むうちに日が暮れたので、マリオンは路肩に停めた車の中で夜を明かす。朝になってパトロールの警官に起こされたので、マリオンは持ち逃げが発覚したのかと不安になる。警官は免許証と車のナンバーを確認しただけだったが、警官が乗った車はマリオンの車のあとを付けてきた。
町の中に入ると、マリオンは車を乗り換えようと中古車店に寄る。スタンド売りの新聞で事件が報道されていないことを確かめたが、尾行してきた警官は離れたところから監視していた。中古車店の店主は取り引きを急がせるマリオンを不審に感じるが、マリオンは言い値通りに４万ドルの中から代金を支払うと、店主と警官がいぶかしげに見つめる中、乗り換えた車で出ていく。
さらに車を進めるうちに再び夜になり、土砂降りの雨になって視界がきかなくなった。降りしきる雨と夜の闇に閉ざされた車の中でハンドルを握るマリオンの顔に声が重なる。「マリオンはまだ来ないのか？…社長、マリオンはいつも月曜の朝は少し遅れるんです…来たらすぐ知らせてくれ…まだ来ないのか？…妹さんに電話してくれ…妹さんも姉の居場所を知らないそうです…気分がよくないから早退したいと言っていたが、いや待てよ、その1時間後くらいに車に乗っているのを見たな…キャシディさんを呼ぶんだ！…いえキャシディさん、私はまったく関知していません、10年もいる子でして…社長、あんたが信頼したんだろ？全額そっくり返してもらうからな」 そのときワイパー越しに「ベイツモーテル　空室あり」のネオン看板が目に入ったので、マリオンは宿に泊まることにする。

そこは12部屋ほどの平屋建てのモーテルで、隣接した小高い丘には２階建ての屋敷が建っていた。その屋敷の２階の窓に女性が立って歩いている人影が見えたが、クラクションを鳴らすと出てきたのは若い男だった。ノーマンという名のその青年は、宿泊を受け付けてから、食事を済ませていないと言うマリオンに食事の提供を申し出ると、すぐ隣の部屋に案内した。
その部屋でマリオンが札束の隠し場所を探していると、屋敷から声が聞こえてくる。それは高齢の女性が「見知らぬ若い女なんかに食事を出すんじゃない。男がみだらな気持ちを抱いてしまう」と叱りつけている声に聞こえた。直後に食事を運んできたノーマンは、部屋の外で待っていたマリオンに、あの声は母親で、今日はいつもとは様子が違うと言う。食事は受付の裏の応接室でとることになった。
マリオンはパンを口に運びながら、向かいに座ったノーマンと会話をする。応接室に飾られた鳥の剥製を趣味で自作した話から、母親の話になる。母親はノーマンが５歳の時に夫を亡くし、女手ひとつで息子を育てた。数年前に新たな男と出会ってモーテルを建てた。しかしその男も死んだ。その喪失は大きすぎた。母親は精神的な病気になり、それ以来ノーマンが世話をしてきた。母親には腹が立つことを言われるときもあるが、自分のほかに面倒を看る者はいない。マリオンが「お母さんをどこかに預けたらどうか？」と言うと、ノーマンは表情を一変させて「精神病院に入れろということか？ あそこがどういうところか知っているのか？」と怒りだした。その剣幕にたじろいだマリオンが謝罪するとノーマンは平静に戻って、「母は時々気性が激しくなるだけで、正気を失ってるわけじゃない」と続けた。
話がマリオン個人に及んだとき、ノーマンが「あなたは何から逃げてきた？」と問いかけてきたのでマリオンは驚く。ノーマンの考えでは、人はみな自分の罠に閉じ込められているという。罠から抜け出そうとどんなにもがいても、誰も抜け出せない。そしてノーマン自身は罠の中で生まれたが、そのことは考えないようにしているという。
ノーマンの話を聞きながら、マリオンは考えた。自分も罠に囚われている。でもまだ持ち逃げが発覚していない今のうちなら、もとの自分に戻れる。マリオンは明日の早朝にフェニックスに戻る決心をした。そのことをノーマンに告げてから部屋に戻った。ノーマンは壁に開けた穴からマリオンをのぞき見たあと、意を決したように屋敷に戻った。
部屋に戻ったマリオンは、紙に数字を書き出して、中古車の代金は自分の預金から補填できることを確かめ、その紙を細かく裂いてトイレに流すと、脱衣してシャワーを浴び始める。まもなくシャワーカーテン越しに人影が現れる。その侵入者は刃物を振りあげると、カーテンを引き裂くように開けてマリオンに襲いかかる。悲鳴をあげて抵抗するマリオンを執拗に突き刺すと、すぐに侵入者は出ていく。壁に背をもたれたマリオンはカーテンを掴もうと手を伸ばすが、力尽きて倒れこみ、タイルの床に顔半分を押し付けて息絶える。流れ出た血がシャワー水と混じって渦を巻き、排水口に吸い込まれていく。
屋敷から「母さん　血だよ　血だよ」と叫ぶ声が聞こえ、ノーマンが駆け出してくる。モーテルの浴室で現場を確認すると、モップとバケツを運び込んで血痕を丁寧に拭き取る。マリオンの死体をカーテンにくるみ、所持品をスーツケースに押し込むと、まとめて彼女の車のトランクに積み込む。そして車を近くの沼地まで運転して沼に押し出す。車は沼の中にゆっくりと沈んでいった。

一週間後の土曜日、サムがフェアベールの自分の店でマリオン宛の手紙を書いていると、マリオンの妹ライラが姉の消息を尋ねに来る。ライラは先週末は隣町にいて事件を知らなかった。ライラはサムを問い詰めるが、サムは何の話か分からない。そこにライラを尾行してきた私立探偵のアーボガストが加わる。サムはマリオンが4万ドルを持ち逃げした話を初めて聞いて驚く。アーボガストは、当初はサムとライラを疑っていたが、２人が事件とは無関係と判断すると、手掛かりを求めて、町中の宿屋や貸し部屋を回って聞き込みをする。
やがて私立探偵は、夜間なのにネオン看板を消していたベイツモーテルに目を留める。応対したノーマンの態度に不審感を抱いた私立探偵は、宿帳にマリオンの偽名らしき署名を確認すると、マリオンの写真を見せて執拗に追及する。ノーマンは彼女が投宿したことまでは認めたが、その他のことは知らないと言う。屋敷にいるという母親に話を聞きたいと言ったが、会わせようとしない。アーボガストは、いったん退くと、公衆電話でライラに捜索の途中経過を伝えた。
モーテルに戻ったアーボガストは、ノーマンが受付や応接室に見当たらないので屋敷に向かう。玄関を入って２階への階段を上がっていくと、階上の部屋のドアがゆっくり開いていく。階段を上りきった瞬間、部屋から飛び出してきた人物が刃物を振りあげて襲いかかってくる。額を刺されたアーボガストは、もがきながら仰向けに転落する。襲撃した人物は階段下で膝をついて刺し続けた。
アーボガストからの連絡が来ないので、サムがモーテルへ行って名前を大声で呼ぶが返答はない。その声は沼地にいたノーマンにも聞こえた。アーボガストを見失ったサムとライラは、地元の保安官に相談しようと自宅を訪ねる。事情を聞いた保安官は、マリオンと私立探偵が4万ドルを持って逃亡した可能性を指摘して捜査には消極的だったが、2人が懇願するとノーマンに電話をしてくれた。その電話で私立探偵がモーテルを訪れたことを確かめると、保安官は私立探偵の話はおかしいと言いだした。私立探偵はノーマンの母親に話を聞くと言ったらしいが、母親は10年前に事件を起こして死んでいる。当時関係を持った男が既婚者だと分かったので毒薬ストリキニーネを用いて殺し、母親も同じ毒薬をあおって死んだ。２人の死体をベッドで発見したのはノーマンで、保安官の妻は埋葬を手伝った。だから屋敷に母親がいるはずはないという。

ノーマンは、沼地にいたときにアーボガストを探す男の声が聞こえ、その後モーテルに保安官から電話がかかってきたので、身辺に危機が迫ってきたことを知った。ノーマンが屋敷に入ったあと、２階の部屋から地下室への移動を嫌がる声と、それを説得する声が聞こえてくる。そのあとノーマンは両腕に何かを抱えて階段を降りていった。
サムとライラは、保安官を日曜礼拝中の教会まで訪ねたが協力を断られたので、２人だけでモーテルを探るしかなくなった。カップルを装ってモーテルの宿をとり、ノーマンにさとられないように部屋を調べると、トイレの近くに金額と思われる数字を記した紙片が落ちていた。マリオンが滞在した証拠を見つけた2人は手分けして、サムがノーマンを引き留めている間に、ライラが屋敷に入って母親を探すことにした。
しかしライラは、２階の豪華なインテリアの部屋を探しまわっても、手掛かりを見つけられなかった。一方ノーマンはサムが時間稼ぎをしていることに気づき、サムを殴りつけてモーテルを飛び出した。１階に降りたライラは、窓越しにノーマンの姿が見えたので、逃れようと奥へ進んだ。
地階へ降りる階段があったので地下室に入ると、ランプの下で椅子に座った女性の後ろ姿を見つけた。探していた母親と思ったライラが肩に手を触れると、椅子が回って干からびた死人の顔面が現れた。驚いて悲鳴を上げると、女の姿をした人物が戸口に駆け込んできた。その人物が刃物を振り上げてライラに襲いかかろうとした瞬間、追いかけてきたサムが背後から腕と肩を抑え込んだ。もがくうちにその人物のかつらがはずれ、衣装がずれた。その人物はノーマンだった。

警察署の署長室で、ノーマンを診察した精神科医がその結果を説明する。
ノーマンは10歳で父親を亡くして以来、危険なほどの問題児に育っていた。母親は依存心が強く自分本位の女性で、何年もの間、母親と息子は２人だけの世界で生きてきた。母親が男と深い仲になったとき、ノーマンはその男のせいで母親が自分を見限ったと感じた。彼の怒りは一線を越え、母親と男の２人を殺害した。
母親を殺したストレスには耐え難いものがあった。そこから逃れるために、ノーマンは母親を生き返らせようと考えた。墓場から母親の死体を盗み出し、ミイラ化の処置をした。だがそれでも動かないミイラに不満だった。そこでノーマンは自分自身で女装し、母親のように行動し、語ることを始めた。
やがてノーマンの人格の中に母親の人格が宿り、２人の人格が同居するようになった。同居した２人の人格は、どちらが支配的になるかをめぐって争いになる。ノーマンの場合、しばしば母親がノーマンを支配した。ノーマンがモーテルの女性客に惹かれたときに嫉妬心から女性客を襲ったのも、ノーマンを支配した母親だった。
今やノーマンの中の母親は、完全にノーマンを支配している。拘置室で毛布をまとって椅子に座ったノーマンの姿に母親の声が重なる。「息子は私のせいにしているけど、女の子たちや男を殺したのは、すべてノーマンがやったことです。だって私ははく製の鳥のように指一本動かせないんだから。ほら見て、私は蠅すらも叩こうとしないでしょ」

## キャスト
| 役名                                   | 俳優                                                         | 日本語吹替                    | 日本語吹替                          | 日本語吹替                               | 日本語吹替   |
| 役名                                   | 俳優                                                         | 東京12ch版                    | フジテレビ版                        | TBS版                                    | ソフト版     |
| -------------------------------------- | ------------------------------------------------------------ | ----------------------------- | ----------------------------------- | ---------------------------------------- | ------------ |
| ノーマン・ベイツ                       | アンソニー・パーキンス                                       | 西沢利明                      | 西沢利明                            | 西沢利明                                 | 辻谷耕史     |
| マリオン・クレイン                     | ジャネット・リー                                             | 山東昭子                      | 武藤礼子                            | 武藤礼子                                 | 佐々木優子   |
| ライラ・クレイン（マリオンの妹）       | ヴェラ・マイルズ                                             | 幸田弘子                      | 鈴木弘子                            | 鈴木弘子                                 | 相沢恵子     |
| サム・ルーミス（マリオンの恋人）       | ジョン・ギャヴィン                                           | 広川太一郎                    | 川合伸旺                            | 神谷和夫                                 | 小山力也     |
| ミルトン・アーボガスト（私立探偵）     | マーティン・バルサム                                         |                               | 島宇志夫                            | 渡部猛                                   | 有本欽隆     |
| アル・チェンバース（副保安官）         | ジョン・マッキンタイア                                       |                               | 雨森雅司                            | 八奈見乗児                               | 飯塚昭三     |
| フレッド・リッチモンド（精神科医）     | サイモン・オークランド                                       |                               | 岡部政明                            | 加藤正之                                 | 稲葉実       |
| トム・キャシディ（金持ちの経営者）     | フランク・アルバートソン                                     |                               | 雨森雅司                            |                                          | 稲葉実       |
| チェンバース（副保安官）夫人           | ルリーン・タトル                                             |                               | 鈴木れい子                          | 好村俊子                                 | 火野カチコ   |
| キャロライン（マリオンの同僚）         | パット・ヒッチコック                                         |                               | 吉田理保子                          | 榊原良子                                 |              |
| ジョージ・ロウリー（不動産会社の社長） | ヴォーン・テイラー                                           |                               | 北村弘一                            | 西川幾雄                                 |              |
| チャーリー（中古車店の店主）           | ジョン・アンダーソン                                         |                               | 村松康雄                            | 屋良有作                                 | 掛川裕彦     |
| ハイウェイパトロールの警官             | モート・ミルズ                                               |                               | 木原正二郎                          | 郷里大輔                                 |              |
| ノーマ・ベイツ（ノーマンの母親）の声   | バージニア・グレッグ ポール・ジャスミン ジャネット・ノーラン |                               | 京田尚子                            | 大方斐紗子                               | 磯辺万沙子   |
| 日本語版スタッフ                       |                                                              |                               |                                     |                                          |              |
| 演出                                   | 演出                                                         |                               | 山田悦司                            | 山田悦司                                 | 岩浪美和     |
| 翻訳                                   | 翻訳                                                         |                               | 榎あきら                            | 森みさ                                   | 前田美由紀   |
| 効果                                   | 効果                                                         |                               | 赤塚不二夫                          |                                          |              |
| 調整                                   | 調整                                                         |                               | 栗林秀年                            |                                          |              |
| 制作                                   | 制作                                                         |                               | グロービジョン                      | 東北新社                                 | ACクリエイト |
| 解説                                   | 解説                                                         |                               |                                     | N/A                                      | N/A          |
| 初回放送                               | 初回放送                                                     | 1968年5月9日 『木曜洋画劇場』 | 1975年9月5日 『ゴールデン洋画劇場』 | 1983年6月16日 『名作洋画ノーカット10週』 | N/A          |

## 受賞・ノミネート歴
受賞
- 第18回ゴールデングローブ賞 助演女優賞：ジャネット・リー
- エドガー賞 映画脚本部門（英語版） 1961年最優秀賞：ジョセフ・ステファノ

ノミネート
- 第33回アカデミー賞（1960年） 4部門

監督賞：アルフレッド・ヒッチコック
助演女優賞：ジャネット・リー
撮影賞（白黒部門）：ジョン・L・ラッセル
美術賞（白黒部門）：ジョセフ・ハーレイ、ロバート・クラットワーシー、ジョージ・ミロ
- 全米監督協会賞：アルフレッド・ヒッチコック

## 製作エピソード

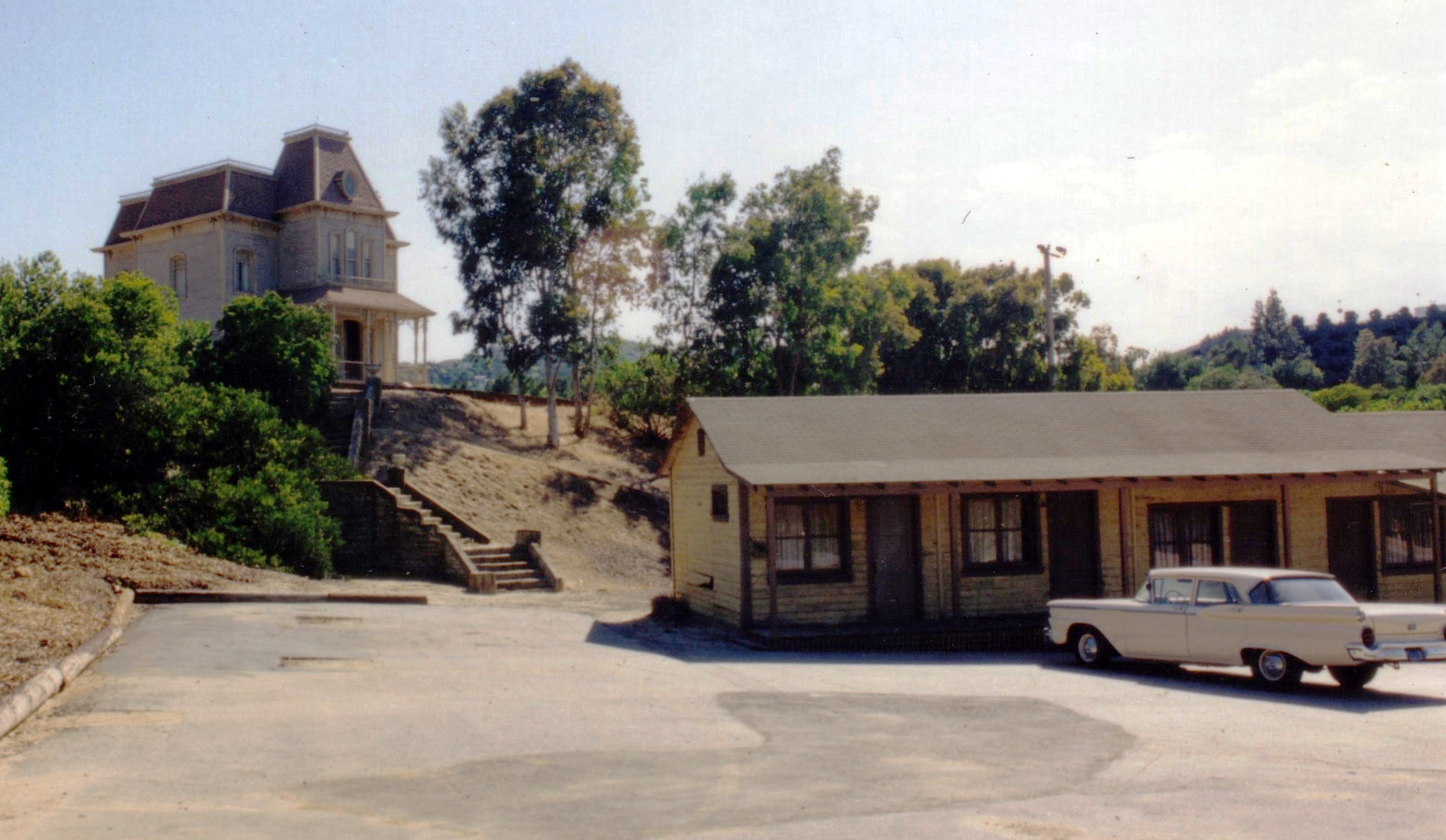
ユニバーサル・スタジオ・ハリウッドにあるベイツ・モーテルのセット

- ヒッチコックは、原作の映画化権をわずか9,000ドルで匿名で買い取った。また事前に内容が知られるのを防ぐため、スタッフは市場に出回っていた原作を可能な限り買い占めた。もっともロバート・ブロックの原作は既に広く読まれていて、当時すでに日本語訳も出ていた。
- ヒッチコックが原作に惹かれた個所は、「シャワー中の美女がナイフで斬殺される唐突さ」の1点のみであった[6]。
- ベイツ・モーテルのデザインモデルは、カリフォルニア・ゴシック様式で建てられた個人住宅で、21世紀の現在でも現存している。ヒッチコックは画家のエドワード・ホッパーが描いた『線路脇の家』を観て、題材となった住宅を特定して、モデルに使用した[7]。
- ベイツ・モーテルは、アンソニー・パーキンスが大きく見えるよう、一般的な大きさより少し小さめに作った。
- シャワー・シーンで流れたのは、赤くないチョコレートソースだった。
- 寝室のジャネット・リーを覗くアンソニー・パーキンスの目の大写しでは、眼の検診で使用する医学用ライトが用いられた。
- 殺された人間が頭から階段を転がり落ちるカットでは、俳優と階段を別に撮影し合成した。
- ヒッチコックは、マリオンが事務所に出勤した際、事務所の外でウェスタンハットをかぶっている通行人としてカメオ出演した。

## 評価
映画の前半では、マリオンの犯した横領をめぐる心理的葛藤を描くクライム・サスペンスの様相を呈し、「車を購入する際の不自然な挙動」や「それを不審に思う警官」など、不安定な心理状態と緊迫感が丁寧に演出される。ところが、彼女は何の前ぶれもなく刺殺される（『シャワー・シーン』）。モノクロでも凄惨な映像と音楽は、後に多くの他の映画作品において模倣やパロディーが繰り返された。細かなカットについて、タイトル・シーケンスも手がけたソール・バスは、「自分が絵コンテを描いた」と主張している。
後半では、マリオンの妹と探偵らによるマリオン探しが主眼になり、謎とサスペンスは次第にベイツ・モーテルへと集中していく。探偵殺害シーンでは“カメラが人物の背後からはるか頭上へ1カットで急速に移動する”など、多くの映像テクニックが駆使されている。最後にマザーコンプレックスのノーマンがかばう母親の正体が明らかになり、物語は「この世にいないはずの人物によるモノローグ」という大胆かつ実験的な終結を迎える。
本作は同時期に公開された映画『血を吸うカメラ』と、異常殺人というモチーフの重なりや、その主題へのアプローチの差異などで比較されることもある。
公開当時のキネマ旬報ベスト10では35位だった。

## 備考
- ヒッチコック自身が本編の部分は使わず、舞台を案内する予告編があった。DVDなどの付録になっていることがあるが、北島明弘『クラシック名画のトリビア的楽しみ方』（近代映画社）には「前代未聞の驚くべき予告編」という項目によれば、「ヒッチコックがカーテンを開けると叫ぶ女性は、リーがいなかったのでライラを演じたヴェラ・マイルズが代演している」という。
- 公開当時、ヒッチコックの「途中入場の禁止」「ストーリーの口外禁止」を観客に訴える録音メッセージが劇場で流された[8]。途中入場を禁止したのは、途中入場した観客が「主役（ジャネット・リー）が出演していない」と騒ぐ可能性があったためである[9]。
- 声ばかりが聞こえ、最後に少しだけ顔を見せる「母親」の名前はノーマ。ライラに襲い掛かる場面で「私がノーマ・ベイツ」と名乗っているが日本版ビデオでは字幕が出ないため判りにくい。声はヴァージニア・グレッグ（英語版）、ポール・ジャスミン（英語版）、ジャネット・ノーランという3人の女優が担当した。
- 続編の劇場映画2本（『サイコ2』『サイコ3/怨霊の囁き』）とテレビ映画1本（『サイコ4』）、および同タイトルのリメイク作品が製作されている。なお、小説にも続編があるが、映画とは全く別の物語である。
- 脚本のジョセフ・ステファノは、その後テレビシリーズ『アウター・リミッツ』の脚本家・プロデューサーとなった。
- 映画の中でトイレが出てくる（しかも水まで流している）のはこの映画が初である[10]。
- マリオンの同僚キャロライン役を演じている女性はパトリシア・ヒッチコック（英語版）（ヒッチコック監督の娘）で、父親から直々にキャスティングされた[11]。
- 有名なシャワーシーンの撮影にはジャネット・リーの全撮影日数3週間のうちの3分の1を占める7日間を要した。また、ヌードシーンではヌードモデルのマルリ・レンフロ（英語版）が起用されている。また、ナイフが刺さる音はメロンにナイフを突き刺す音を使用している[12]。
- 登場する自動車はすべてフォード・モーター製である。これは同社がTVシリーズ『ヒッチコック劇場』の主要スポンサーであったためである[13]。
- モーテル内の剥製や壁掛けの絵など「鳥」が象徴的に登場するが、実は町（フェニックス）や登場人物（マリオン・クレインのクレイン＝鶴）の名前にも鳥が隠されている。ヒッチコック作品の中では「鳥」が登場するシーンはいつも大きな変化の予兆として描かれている[13]。
- 劇中でノーマンは5歳の時に父親を亡くしたという設定だが、ノーマン役を演じたアンソニー・パーキンスも実際に5歳の時に父親を亡くしている[14]。